# 縦ノリ
縦ノリ（たてのり）とは、現代ポピュラー音楽のノリのうち、垂直に体を動かしたくなるノリを表現した言葉。
具体例を挙げると、音楽を演奏する時や聴く時に頭を縦に振る、ヘッドバンギング、立っている場で縦に飛び跳ねる、などの態様で感受するノリ。
縦ノリに対して横ノリという言葉もあるが、縦があるなら横という表現も、と生まれた言葉で、もともとは、上記のような感受性を表現した 縦ノリ という表現が最初。横ノリという言葉は、ジャズ、ソウルミュージック、R&B、サンバなどの黒人音楽の流れを受けたグルーヴ感のあるノリを指して使う場合が多い。

## 建築学における「縦ノリ」
日本建築学会、建築物荷重指針・同解説 (2004)4章 "積載荷重 4.4.1 人の動作に伴う動的効果" に、「跳躍着地」「エアロビック」「階段昇降」「歩行、小走り」の他に「たてのり」があり、つま先立ち、踵着地、軽い屈伸、つま先立ち、の繰り返しからなる動作、としている。コンサート公演中に演奏されている曲のテンポが約2Hzよりはやくなると観客らがステップ動作から移行するとし、このことから加振振動数範囲は2 - 3 [Hz]としている。動作の激しさと履物の種類によるため、荷重の動的成分の体重比には大きなばらつきが生じ、1.0 - 3.2 [Hz]付近の分布を示すことがわかっている。
多数の観客が縦ノリを行うと振動が起きる。大阪ドーム (京セラドーム大阪)は地盤と構造の問題により周辺地域への振動が問題となった(震度3相当の揺れを感じたとされる)ため、100カ所以上に制振装置を設置、さらに縦ノリを行うアーティストには貸し出さない方針をとっている。また大阪市浪速区のZepp Namba (OSAKA)でも、ライブ中の観客らの縦ノリにより、隣接する機械大手クボタの本社ビル6棟のうち2棟が大きく揺れ、同社が度々苦情を申し入れる事態になっている。Zepp側も観客に自粛を呼びかけているが、解決には至っていない。

## 参照情報
- 河瀬諭（大阪大学大学院人間科学研究科招聘研究員、2011）グルーヴ感についての資料（論文）等（2013年2月24日時点のアーカイブ）